# Серый луциан
Серый луциан, или  кабайероте (лат. Lutjanus  griseus) — вид лучепёрых рыб из семейства луциановых, обитающий в западной части Атлантического океана от Массачусетса до юго-восточного прибрежья Бразилии. Максимальная длина тела 89 см. Ценная промысловая рыба.

## Описание
Тело невысокое (высота тела укладывается 2,6—3,2 раза в стандартную длину тела), несколько сжатое с боков, покрыто мелкой ктеноидной чешуёй. В передней части спины ряды чешуй расположены параллельно боковой линии, а в задней части под мягкой частью спинного плавника — косые. Чешуя заходит на мягкие части спинного и анального плавников. Рыло удлинённое и заострённое, профиль головы от рыла до затылка прямой или немного выпуклый. Рот большой и конечный. На каждой челюсти и сошнике узкими рядами расположены щетиновидные зубы. На сошнике зубы расположены в форме якоря. По этому признаку серый луциан отличается от луциана-куберы (L. cyanopterus), у которого зубы на сошнике в форме полумесяца или треугольника. На верхней челюсти есть четыре клыковидных зуба, два из которых увеличенные. В спинном плавнике 10 колючих и 13—14 мягких лучей, четвёртый колючий луч самый длинный. В анальном плавнике три жёстких (второй луч длиннее третьего) и 7—8 мягких лучей. Край анального плавника закруглённый. Грудные плавники относительно короткие, их окончания не доходят до анального отверстия. Хвостовой плавник почти прямой. В боковой линии 43—47 чешуй. На нижней части первой жаберной дуги 21—22 жаберных тычинок.
Тело и плавники от серого до зелёного цвета с красноватым оттенком. Плавники несколько темнее тела, их края белые или жёлтые, за исключением бесцветных грудных плавников. Хвостовой плавник с тёмной каймой. У молоди и взрослых особей по бокам тела проходят ряды мелких пятен красноватого или оранжевого цвета. У молоди от конца рыла через глаз до верхней части жаберной крышки идёт тёмная полоса. На щеках под глазами видна голубая полоса.
Серый луциан — один из самых мелких и стройных представителей семейства луциановых. Достигает длины тела 89 см (обычно до 40 см) и массы 20 кг. Максимальная продолжительность жизни 24 года.